# モンキーシャインズ

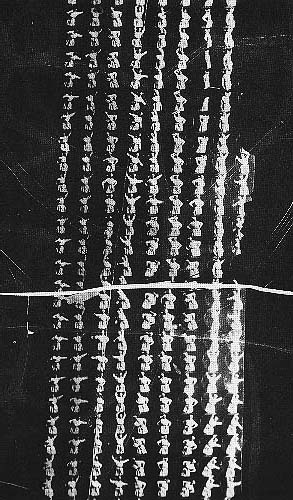
映画のフィルム

『モンキーシャインズ』(Monkeyshines) は、キネトスコープの原型となったシリンダー形式の試作のために用意された一連の実験的な短編映画のシリーズで、アメリカ合衆国において撮影された最初の映画と考えられている。
「モンキーシャイン」という表現は、英語で「いたずら」を意味する。

## 概要
『モンキーシャインズ No.1』(Monkeyshines, No. 1) は、ウィリアム・K・L・ディクソンとウィリアム・ハイセがトーマス・エジソンの研究所のために制作した作品である。この作品が、1889年6月にフレッド・オット (Fred Ott) が演じて撮影されたのか、1890年11月21日から27日の間のいずれかの時点でジュゼッペ・サッコ・アルバネーゼ (Giuseppe Sacco Albanese) が演じて撮影されたのかを巡っては、研究者たちの間で見解の相違がある。二人はいずれも当時の研究所に勤務しており、それぞれの主張には矛盾した証拠が存在している。『モンキーシャインズ No.2』と『モンキーシャインズ No.3』も、さらに条件を変えてテストするために、程なくして制作された。
これらの作品は、新しいカメラの仕組みを試す、内部のテスト用であり、商業的に用いるものとして作られたわけではなかったため、注目されるようになったのは、ずっと後の映画史家たちの業績によってであった。いずれの作品も、ぼやけて写った白い服を着て立っている人物が、大きな身振りをしてみせる二十数秒ほどの長さのものである。『モンキーシャインズ No.3』は、現在では紛失したとされており、おそらくは失われたものと思われる。